# Goanna (програма)
Goanna — програмне забезпечення з відкритим початковим кодом, браузерний рушій, форк рушія Mozilla Gecko.

## Сфера використання
Goanna використовується в веббраузері Pale Moon, Basilisk та в інших програмах на основі UXP. Форк браузера K-Meleon також використовує Goanna.

## Історія розробки
Goanna, як незалежний форк Gecko, вперше виданий в січні 2016 року. Засновник проєкту і основний розробник M. C. Straver мав як технічні, так і юридичні мотиви зробити Pale Moon відмінним від Firefox.

## Особливості
Дві основні відмінності Goanna:
- не має компонентів, написаних на мові програмування Rust, котрі були додані в Gecko в рамках проєкту Mozilla Quantum[9][10];
- додаток, котрий використовує Goanna, завжди запускається як один процес, в той час, як Firefox мультипроцесорна програма[11][12].

## Підтримувані стандарти
Основні web-стандарти, які підтримує Goanna:
- HTML версії 3 і 4, більшість з HTML5.
- CSS версії 2 і 3.
- DOM рівні 2 і 3.